# Krešo Ljubičić
Krešo Ljubičić (* 26. September 1988 in Hanau) ist ein kroatischer Fußballspieler.

## Karriere
Von 2007 bis 2009 stand Ljubičić im Profikader von Eintracht Frankfurt, bei der er auch die Jugendjahre von 1997 bis 2007 verbracht hatte.
Der Linksfuß war im Sommer 1997 beim „Adlertag“ von Jugendspähern der Eintracht entdeckt worden und wechselte sofort von Germania Dörnigheim zum Bundesliga-Verein. Meist wurde er in der zweiten Mannschaft der Hessen eingesetzt. Sein Debüt in der höchsten deutschen Spielklasse gab er am 1. Dezember 2007, als er gegen den VfL Wolfsburg in der 81. Minute für Faton Toski ins Spiel kam.
Ljubičić hat bereits Spiele für die U-17- und U-19-Nationalmannschaften Kroatiens absolviert. Sein Debüt gab er dabei am 27. September 2004 beim Spiel gegen Albanien. Bislang hat Ljubičić 26 Länderspiele absolviert und dabei zwei Tore erzielt, eines davon bei seinem Länderspieldebüt.
Nach der Saison 2008/09 erhielt Ljubičić keinen neuen Vertrag mehr und unterzeichnete daraufhin einen neuen Vierjahresvertrag beim kroatischen Traditionsverein Hajduk Split. Dort spielte er einige Jahre in der ersten Mannschaft und wurde in der Saison 2013/14 an den NK Hrvatski dragovoljac in die Hauptstadt Zagreb ausgeliehen. Nach seiner Rückkehr spielte er noch eine Saison in der zweiten Mannschaft von Hajduk Split.
Anschließend wechselte er zurück in den deutschsprachigen Raum, dieses Mal zum FC Biel in die Schweiz. Da die Seeländer im Frühjahr 2016 Konkurs gingen und in der Folge in die Schweizer Amateurliga zwangsrelegiert wurden, wechselte Ljubičić zu Beginn der Saison 2016/17 zum FC Winterthur. Zur Saison 2018/19 schloss er sich dem in der Hessenliga spielenden Verein FC Bayern Alzenau an. Ljubičić nahm zudem eine kaufmännische Lehre bei einem Sponsor des Vereins auf.